# Ampedus assingi
Ampedus assingi е вид бръмбар от семейство Полски ковачи (Elateridae). Видът е застрашен от изчезване.

## Разпространение
Разпространен е в Кипър.